# Tapiwa Mafura
Pas d'image ? Cliquez ici

a Compétitions nationales et continentales officielles uniquement.

b Matchs officiels uniquement.
Dernière mise à jour le 3 avril 2025.
Tapiwa Mafura, né le 11 avril 1996 à Hwange (Zimbabwe), est un joueur international zimbabwéen de rugby à XV jouant aux postes d'arrière ou d'ailier avec la franchise des Lions en United Rugby Championship, et les Golden Lions en Currie Cup.

## Biographie
Tapira Mafura naît à Hwange au Zimbabwe, avant de rejoindre l'Afrique du Sud où il fréquente l'Ermelo Christian School puis, l'Ermelo High School de Mpumalanga. Il étudie ensuite à l'université du Nord-Ouest, en Afrique du Sud.
Il commence sa carrière avec les Leopards en 2017. Lors de sa première saison, il perd la finale de la Currie Cup First Division 60 à 36 contre les Griffons. En 2018, il est sélectionné avec l'équipe du Zimbabwe dans un groupe élargi pour les qualifications à la Coupe du monde 2019, mais n'est finalement pas retenu dans le groupe final.
Il est ensuite repéré par les Cheetahs qu'il rejoint en 2019. Il signe un contrat de deux ans avec cette équipe. Dès sa première saison du côté de Bloemfontein, il remporte la Currie Cup avec les Free State Cheetahs en battant les Golden Lions en finale.
En 2020, il s'engage avec les Pumas, avec qui il remporte la Currie Cup en 2022. Durant son passage aux Pumas, il est de nouveau appelé en sélection nationale. Il fait cette fois sa première apparition avec son pays.
Il retourne ensuite jouer pour les Cheetahs. En 2023, il affronte son ancienne équipe des Pumas en finale de la Currie Cup. Il est titularisé dans cette rencontre que les siens gagnent 25 à 17.
Au mois de juin 2024, il fait partie de l'équipe du Zimbabwe qui remporte la Coupe d'Afrique, organisée à Kampala, en Ouganda. En demi-finale, les Sables ont notamment battu l'équipe la plus victorieuse de l'histoire de la compétition, la Namibie, pour la première fois depuis 23 ans. Mafura obtient une place de titulaire à l'ouverture pour la finale car Ian Prior doit retourner jouer avec la Western Force. Les Zimbabwéens s'imposent face à l'Algérie en finale,. 
Durant la suite de l'année 2024, il rejoint les Lions et les Golden Lions. À son arrivée, il se qualifie pour sa troisième finale consécutive de Currie Cup. Il perd cependant celle-ci 16 à 14 contre les Natal Sharks,.